# دو دزد
دو دزد (به هندی: Do Chor) فیلمی محصول سال ۱۹۷۲ و به کارگردانی پادماناب است. در این فیلم بازیگرانی همچون درمندرا، تانوجا، کی.ان. سینگ و شوبنا سامارت ایفای نقش کرده‌اند.